# هيلين ريان
هيلين ريان (بالإنجليزية: Helen Ryan)‏ هي ممثلة بريطانية، ولدت في 16 يونيو 1938.

## أعمال

### أفلام
- (1983) المسألة الكبرى
- (2016) رسائل من بغداد

## وصلات خارجية
- هيلين ريان على موقع IMDb (الإنجليزية)
- هيلين ريان على موقع قاعدة بيانات الفيلم (الإنجليزية)